# Cora Aa
Cornelia Johanna (Cora) Aa-Vermeulen (Leiden, 30 oktober 1914 - Jeruzalem, 29 november 2007) was een Nederlands beeldhouwer, keramist en tekenaar.

## Leven en werk
Cora Vermeulen was een dochter van timmerman Arie Vermeulen en Alida Petronella Catharina Sons. Ze tekende geregeld op de HBS. Er was geen geld voor de kunstnijverheidsschool en Cora werd opgeleid tot verpleegster.
Ze trouwde in 1935 met de joodse leraar Jacques Herman Aa (1913-1945), met wie ze in Amsterdam woonde. Hij werd in 1944 met het laatste transport van Westerbork naar Auschwitz gestuurd en is uiteindelijk in Mühldorf (bij Dachau) omgekomen. Zijn weduwe was kwart joods en kon de dans ontspringen, ze bleef met haar drie kinderen achter. In 1984 stuurde ze een Page of Testimony over haar man naar Yad Vashem.
In de jaren 50 ging Cora Aa alsnog naar de Kunstnijverheidsschool Quellinus (1954-1955) en volgde ze de avondcursus van de Rijksakademie van beeldende kunsten (1956-1959) in Amsterdam. Ze kreeg les van Theo Dobbelman. Na een eerste expositie van haar wandtegels in de etalage van Focke & Meltzer (1961) exposeerde ze meerdere malen en gaf ze keramiekcursussen. In 1963 emigreerde ze naar Israël.
Cora Aa maakte tekeningen en ex librissen, keramische plastieken en tegeltableaus. Haar werk was veelal ongeglazuurd, ze hield meer van het ruwere terracotta. Ze liet zich inspireren door oudtestamentische verhalen en joodse feesten. In de collectie van het Nederlands Tegelmuseum is een keramisch wandkleed van haar opgenomen.